# Karl Braunsteiner
Karl Braunsteiner (Viena, 27 de outubro de 1891 - Tashkent, 19 de abril de 1916) foi um futebolista austríaco que atuava como zagueiro. Durante toda sua carreira Braunsteiner jogou no Wiener SC. Chegou a ser convocado pela Seleção Austríaca de Futebol para o torneio de futebol dos Jogos Olímpicos de Verão de 1912. Jogou 8 partidas pela Seleção Austríaca de Futebol entre 1911 e 1914.
Durante a Primeira Guerra Mundial, ele foi chamado para a Polônia como soldado. Ele foi capturado e morreu em Tashkent por causa de uma febre tifoide.